# Etienne Shew-Atjon
Etienne Shew-Atjon (Rotterdam, 24 novembre 1974) è un allenatore di calcio ed ex calciatore olandese, di ruolo difensore.

## Palmarès

### Giocatore

#### Competizioni nazionali
- Coppa dei Paesi Bassi: 2

Utrecht: 2002-2003, 2003-2004
- Supercoppa dei Paesi Bassi: 1

Utrecht: 2004